# جیرجیرک سخنگو
جیرجیرک سخنگو (ایتالیایی: Il Grillo Parlante) یک شخصیت داستانی است در کتاب ماجراهای پینوکیو که در سال ۱٨٨٣ توسط نویسنده ایتالیایی کارلو کلودی نوشته شد.